# Розсольник

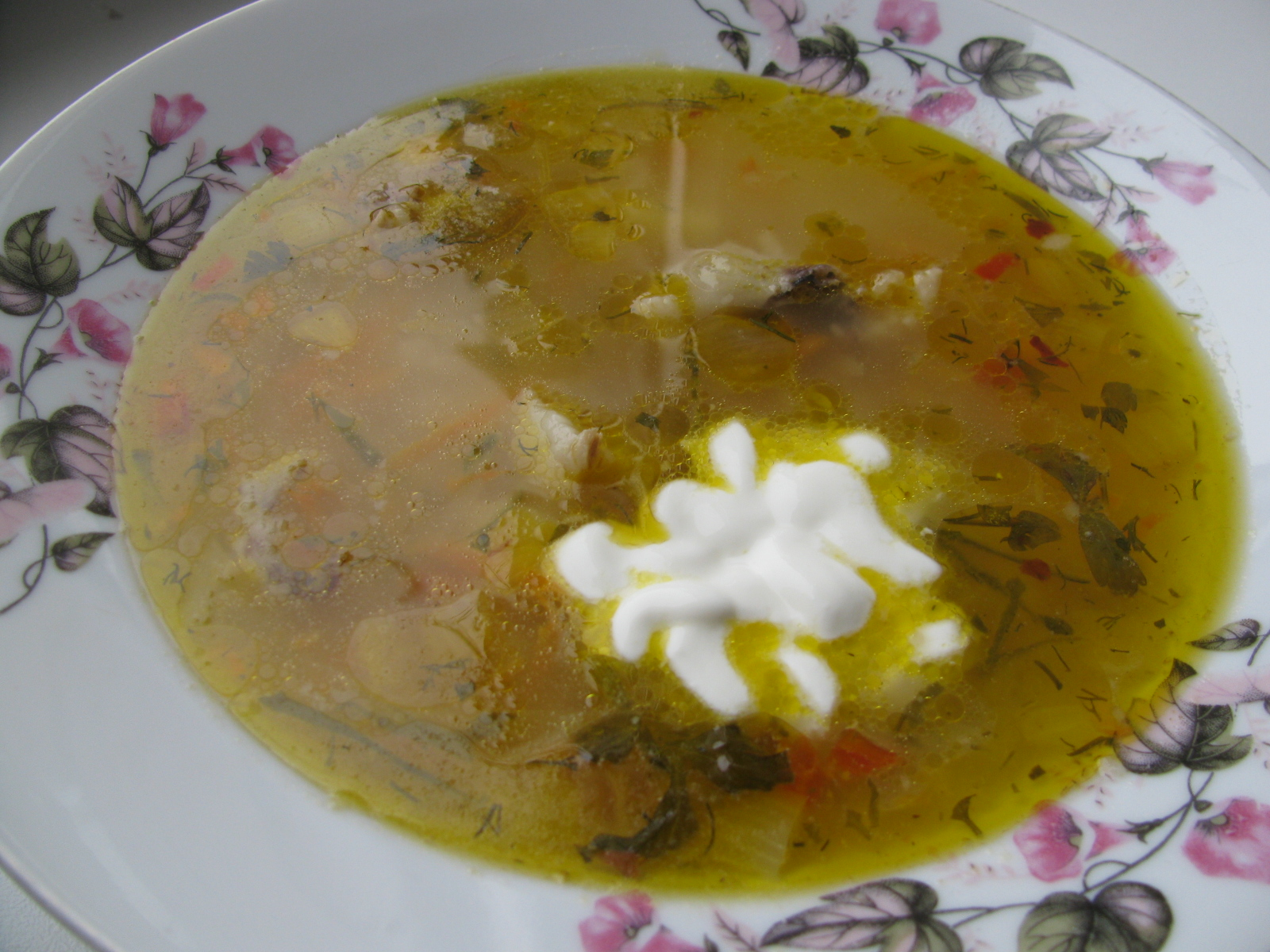
Розсольник з «почкамі» та перловкой

Розсольник — заправна перша страва, традиційний суп  російської кухні. Страва стала традиційною у більшості країн колишнього СРСР. Неодмінним складником розсольнику є солоні огірки.
До складу також входить нирки, лівер, різноманітні крупи (рис, ячмінь), овочі (картопля, морква, цибуля), прянощі та зелень.
Подають страву з майонезом.

## Обрані рецепти

### Розсольник
Склад: 1,5 л води, 0,5 склянки рису, 5 картоплин, 1 велика цибулина, 1 морквина, 3 великі солоні огірки, 3 ст. ложки олії, лавровий лист, зелень
Приготування: У каструлю з киплячою водою кладуть нарізані часточками картоплю, огірки, дрібно нарізані моркву і цибулю. Коли овочі зваряться, додати окремо зварений рис, лавровий лист, олію. Прокип'ятити. Подаючи на стіл, посипати дрібно нарізаною зеленню.

### Розсольник з нирками
Склад: 500 г волових нирок, 2 солоні огірки, 2 корінці петрушки, 1 цибулина, 4 картоплини, 2 столові ложки вершкового масла, 100 г щавлю, сіль за смаком.
Приготування: Із нирок зняти жир, розрізати на частини, обмити, залити холодною водою і закип'ятити. Потім воду злити, нирки ще раз обмити, знову залити холодною водою і кип'ятити півтори години. Обчищені коріння і цибулю нарізати соломкою і підсмажити на маслі у суповій каструлі. Після цього покласти у каструлю обчищені і нарізані шматочками солоні огірки та картоплю, залити процідженим з бульйоном і варити 30 хвилин. За 10 хвилин до кінця варіння в розсольник додати проціджений огірковий розсіл, нарізаний щавель та сіль. Подаючи на стіл, в розсольник покласти нирки, нарізані скибочками, сметану і зелень петрушки або кріп.

## Поради
- Якщо розсольник недостатньо гострий, у нього додають кип'ячений проціджений огірковий розсіл.
- Солоні огірки з тонкою шкірочкою й дрібними насінинами можна класти в розсольник неочищеними.
- Перлову крупу для розсольнику можна не відварювати, а пасерувати на маслі. При цьому смак розсольнику значно покращиться.